# Mysen
Mysen ist eine Stadt in der norwegischen Kommune Indre Østfold in der Provinz (Fylke) Østfold. Die Stadt hat 7170 Einwohner (Stand: 1. Januar 2024).

## Geografie
Mysen ist ein sogenannter Tettsted, also eine Ansiedlung, die für statistische Zwecke als eine städtische Siedlung gewertet wird. Die Stadt liegt südöstlich der Stadt Askim, dem Verwaltungszentrum der Kommune Indre Østfold.

## Geschichte
Mysen bildete von 1920 bis 1960 eine eigenständige Kommune. Die Kommune entstand am 1. Juli 1920, als sie von Eidsberg abgespalten wurde. Mysen hatte bei seiner Gründung 1545 Einwohner, Eidsberg verblieb mit 5325 Einwohnern. Zum 1. Januar 1961 wurde Mysen mit zu diesem Zeitpunkt 2523 Einwohnern wieder in Eidsberg eingegliedert. Mysen wurde das Verwaltungszentrum der Kommune und erhielt im Jahr 1997 durch einen Beschluss des Kommunalparlaments den Stadtstatus. Zum 1. Januar 2020 ging Eidsberg in Indre Østfold auf.
Die Mysen kirke ist eine Holzkirche aus dem Jahr 1903. Sie hat rund 250 Sitzplätze.

## Wirtschaft und Infrastruktur

### Verkehr
Im Norden führt die Europastraße 18 (E18) an der Stadt vorbei. Sie stellt Richtung Nordwesten unter anderem die Verbindung in die Städte Askim, Ski und Oslo her. Bei Mysen wird die E18 vom in Nord-Süd-Richtung verlaufenden Riksvei 22 gekreuzt. Dieser führt unter anderem in das weiter südlich gelegene Fredrikstad/Sarpsborg.
Durch Mysen verläuft zudem die östliche Linie der Østfoldbanen, auch Indre Østfoldbanen genannt. Der Bahnhof in Mysen wurde 1882 eröffnet, als die Verbindung zwischen Ski und Sarpsborg fertiggestellt wurde. Der Abstand zum Bahnhof von Ski beträgt rund 40 Kilometer.

### Wirtschaft
Für die lokale Wirtschaft ist die Industrie, die mit verschiedenen Zweigen ansässig ist, von größerer Bedeutung. Neben der Lebensmittelindustrie sind unter anderem auch die grafische und mechanische Industrie sowie die Betonindustrie in Mysen vertreten. Im Norden von Mysen wird Sand und Kies abgebaut, der vor rund 10.000 Jahren abgelagert wurde.

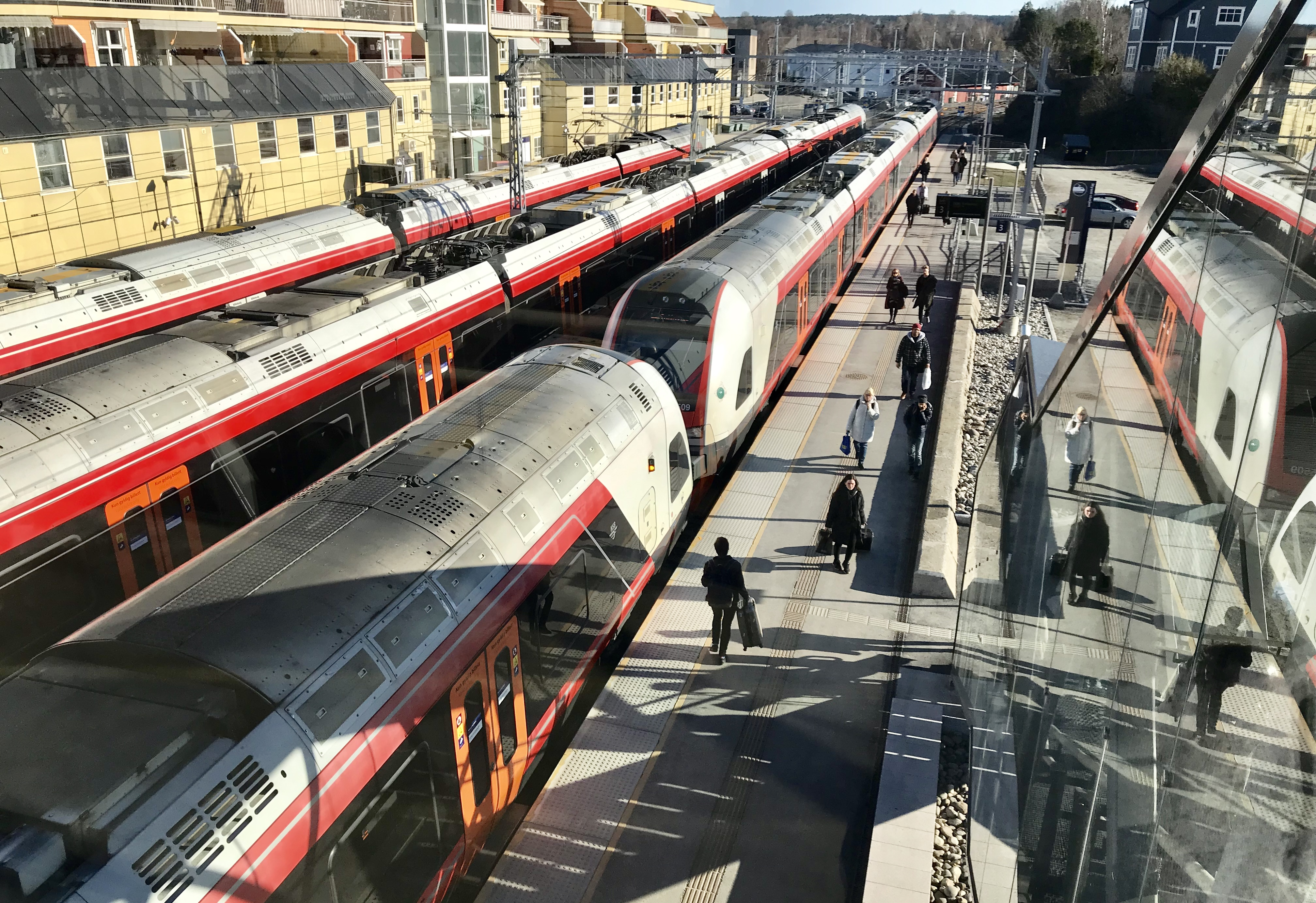
Bahnhof Mysen
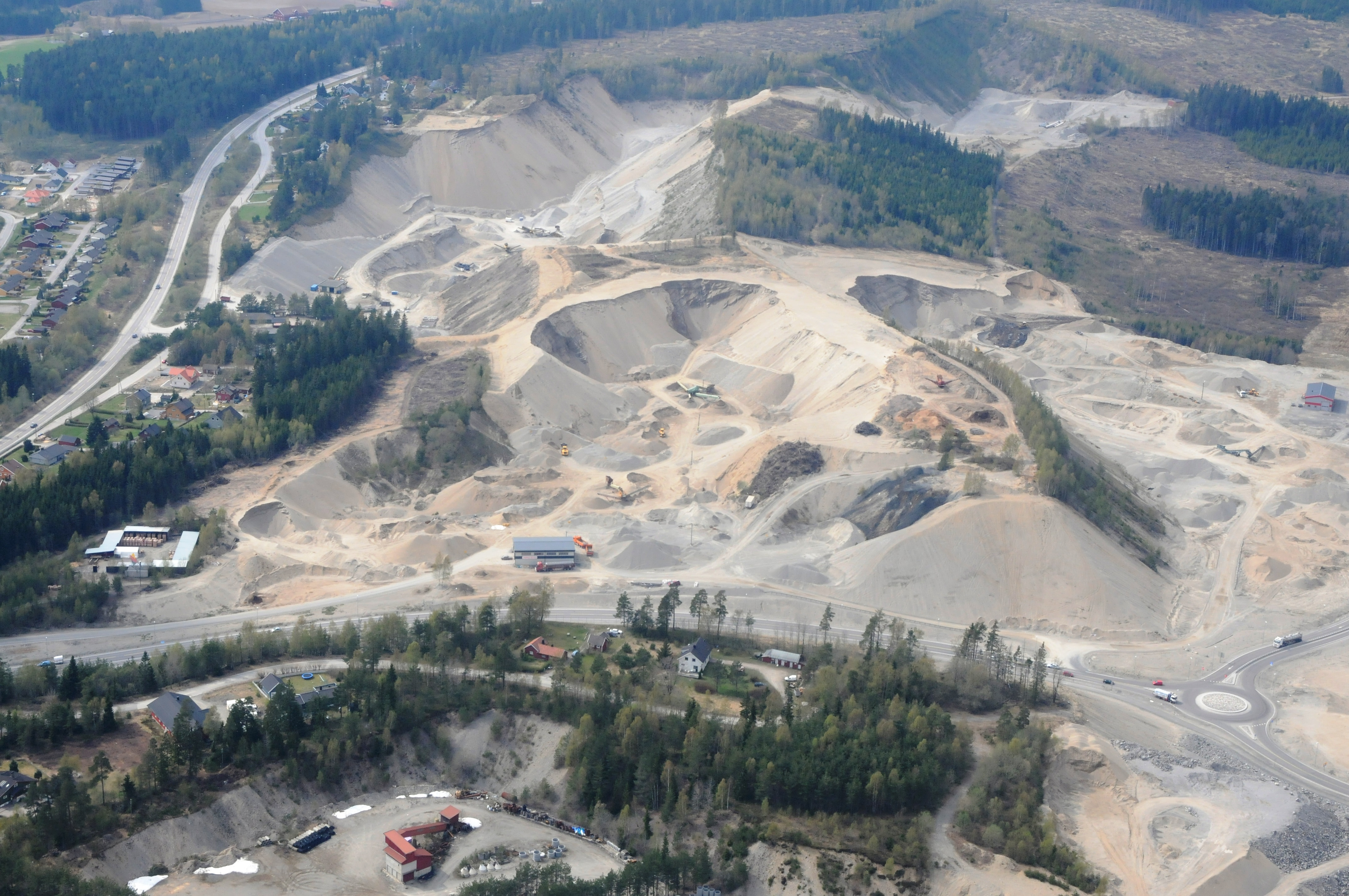
Abbaugebiet bei Mysen

## Name
Mysen wurde im Jahr 1339 als a Mysini erwähnt. Der Name leitet sich vom altnordischen Namen Mysin ab und setzt sich aus den beiden Bestandteilen „mosi“ (deutsch Moor, Sumpf) und „vin“ (deutsch natürliche Wiese) zusammen.

## Persönlichkeiten
- Kjell Knarvik (1927–2011), Skispringer
- Eva Røine (* 1928), Psychologin und Autorin sowie ehemalige Schönheitskönigin
- Jan Garbarek (* 1947), Saxophonist, Jazz-Musiker